# Conselho dos Cem
O Conselho dos Cem ou Conselho dos 104 (em grego: Εκατόν) era um comitê seleto que dirigia todos os processos do Grande Conselho de Cartago.
Na República Romana era conhecido como o Senado de Cartago, por se assemelhar a seus órgãos próprios de governo. Se tratava sem dúvida do órgão governamental com mais poder da cidade, composto em sua totalidade por poderosos aristocratas.
Suas funções se orientavam mais a prevenir a acumulação de poder em mãos de individuais ambiciosos, que a aumentar os direitos civis o melhorar as condições sociais do povo púnico.